# Защита Робача
Защита Робача — дебют, начинающийся ходами: 
 1. e2-e4 g7-g6
Относится к полуоткрытым началам.
Дебют известен с середины XIX столетия. В XX веке австрийский шахматист Карл Робач посвятил разработке данного начала около 30 лет (с конца 1940-х до конца 1970-х годов), вследствие чего за дебютом утвердилось название «Защита Робача».
Позиции, возникающие в данном дебютном варианте, имеют много общего с защитой Пирца — Уфимцева. Главное отличие состоит в том, что чёрные долгое время отказываются от хода Кg8-f6.

## Варианты
- 2. d2-d4 Cf8-g7 — основной вариант (современная защита)
  - 3. f2-f4 — атака трёх пешек
  - 3. Kb1-c3
    - 3. …c7-c6 4. f2-f4 d7-d5 5. e4-e5 h7-h5 — вариант Гургенидзе
    - 3. …d7-d6
      - 4. f2-f4 — псевдо-Австрийская атака
      - 4. Kg1-f3 — вариант двух коней
        - 4. …c7-c6 — вариант Саттлза

  - 3. Кg1-f3 d7-d6 4. c2-c3 — система Геллера